# Quintus
Quintus ist ein männlicher Vorname. Der Name war besonders im Römischen Reich beliebt. Seltener kommt Quintus auch als Familienname vor.
Weitere Bedeutung: In Chormusik der Renaissance wie Madrigal und Motette bezeichnet Quintus (auch: Quinta Vox = Fünfte Stimme) eine zur Vierstimmigkeit von Sopran/Cantus, Alt, Tenor und Bass hinzukommende fünfte Stimme, die in verschiedenen Stimmlagen liegen kann.

## Herkunft und Bedeutung
Lateinisch „der Fünfte“, und zwar im Sinne von: „der im fünften Monat (Quintilis, dem späteren Iulius) geborene“.

## Namenstag
31. Oktober

## Varianten
Kwint, Kwinten, Kwintyn, Quenten, Quentijn, Quentin, Quenton, Quinn, Quint, Quinta, Quinte, Quinten, Quintie, Quintijn, Quintilianus, Quintin, Quintine, Quintinus, Quinto, Quinton, Quinty

## Bekannte Namensträger

### A
- Quintus Aelius Paetus (Pontifex) († 216 v. Chr.), römischer Politiker
- Quintus Aelius Paetus (Konsul 167 v. Chr.), römischer Politiker
- Quintus Aiacius Modestus Crescentianus, römischer Politiker und Senator Anfang des 3. Jahrhunderts n. Chr.
- Quintus Antistius Adventus Postumius Aquilinus, römischer Politiker, Senator und Militär des 2. Jahrhunderts n. Chr.
- Quintus Appuleius Pansa, römischer Staatsmann um 300 v. Chr.
- Quintus Asconius Pedianus (um 9 v. Chr.–76), Kommentator klassischer Texte und Grammatiker
- Quintus Aulius Cerretanus, römischer Politiker der 2. Hälfte des 4. Jahrhunderts v. Chr.
- Quintus Aurelius Memmius Symmachus († 526), römischer Politiker und Philosoph
- Quintus Aurelius Symmachus (342–402/3), römischer Senator, Konsul und Stadtpräfekt
- Quintus Apollinaris, Pseudonym von Walther Hermann Ryff

### B
- Quintus Baebius Tamphilus, römischer Beamter
- Quintus A. Blackburn (1899–1981), US-amerikanischer Geologe, Geodät, Bergsteiger und Polarforscher
- Quintus Baienus Blassianus, römischer Ritter im 2. Jahrhundert n. Chr.

### C
- Quintus Caecilius Metellus Balearicus, römischer Politiker im späten 2. Jahrhundert v. Chr.
- Quintus Caecilius Metellus Calvus, im Jahr 142 v. Chr. Konsul der römischen Republik
- Quintus Caecilius Metellus Celer († 59 v. Chr.), römischer Politiker
- Quintus Caecilius Metellus Creticus († um 54 v. Chr.), römischer Politiker
- Quintus Caecilius Metellus Creticus Silanus, Politiker in der Römischen Kaiserzeit
- Quintus Caecilius Metellus Macedonicus († 115 v. Chr.), römischer Politiker
- Quintus Caecilius Metellus Nepos, römischer Politiker
- Quintus Caecilius Metellus Nepos (um † 55 v. Chr.), Politiker der römischen Republik
- Quintus Caecilius Metellus Numidicus († um 91 v. Chr.), römischer Politiker und Feldherr
- Quintus Caecilius Metellus Pius († 64/63 v. Chr.), römischer Politiker und Feldherr
- Quintus Caecilius Metellus Pius Scipio (95–46 v. Chr.), römischer Politiker und militärischer Befehlshaber
- Quintus Caedicius († 256 v. Chr.), römischer Politiker
- Quintus Caedicius Noctua, römischer Staatsmann im ersten Drittel des 3. Jahrhunderts v. Chr.
- Quintus Cervidius Scaevola, römischer Jurist
- Quintus Claudius Quadrigarius, römischer Geschichtsschreiber des 1. Jahrhunderts v. Chr.
- Quintus Cloelius Siculus, römischer Politiker
- Quintus Cloelius Siculus, Zensor der römischen Republik
- Quintus Cornelius Annianus, römischer Politiker und Senator
- Quintus Cornelius Priscus, römischer Militär zur Zeit des Tiberius
- Quintus Cornelius Proculus, römischer Politiker und Senator zur Zeit des Antoninus Pius und des Marc Aurel
- Quintus Cornelius Quadratus, römischer Politiker und Senator zur Zeit des Antoninus Pius
- Quintus Cornelius Senecio Annianus, römischer Politiker und Senator des 2. Jahrhunderts n. Chr.
- Quintus Curtius Rufus, römischer Historiker
- Quintus Curtius Rufus, römischer Politiker und Senator des 1. Jahrhunderts n. Chr.

### D
- Quintus Dellius, römischer Politiker in der zweiten Hälfte des 1. Jahrhunderts v. Chr.
- Quintus Didius, römischer Statthalter Syriens (31–29 v. Chr.)

### E
- Quintus Ennius (239–169 v. Chr.), Schriftsteller der Römischen Republik

### F
- Quintus Fabius Iulianus, römischer Senator im 2. Jahrhundert
- Quintus Fabius Labeo, Konsul der Römischen Republik im 2. Jahrhundert v. Chr.
- Quintus Fabius Maximus, römischer Senator aus der Familie der Fabier
- Quintus Fabius Maximus Aemilianus (um 186–130 v. Chr.), römischer Konsul
- Quintus Fabius Maximus Allobrogicus († vor 100 v. Chr.), römischer Konsul
- Quintus Fabius Maximus Eburnus, römischer Konsul im 2. Jahrhundert v. Chr.
- Quintus Fabius Maximus Gurges, römischer Politiker und Senator (Konsul 292 v. Chr.)
- Quintus Fabius Maximus Gurges († 265 v. Chr.), römischer Politiker und Senator
- Quintus Fabius Maximus Rullianus, römischer Konsul im 4. Jahrhundert v. Chr.
- Quintus Fabius Maximus Servilianus, römischer Konsul im 2. Jahrhundert v. Chr.
- Quintus Fabius Maximus Verrucosus (um 275–203 v. Chr.), Senator und Feldherr der römischen Republik
- Quintus Fabius Pictor (254–201 v. Chr.), römischer Geschichtsschreiber
- Quintus Fabius Vibulanus († nach 449 v. Chr.), Politiker der frühen römischen Republik
- Quintus Fulvius Flaccus († um 205 v. Chr.), römischer Staatsmann und Feldherr
- Quintus Fulvius Flaccus († um 179 v. Chr.), Politiker der römischen Republik

### G
- Gaius Messius Quintus Traianus Decius (190 oder 200/201–251), römischer Kaiser von 249 bis 251
- Gaius Sertorius Brocchus Quintus Servaeus Innocens, römischer Suffektkonsul 101

### H
- Quintus Hedius Lollianus Plautius Avitus, römischer Politiker und Senator zur Zeit des Septimius Severus
- Quintus Horatius Flaccus (65–8 v. Chr.), römischer Dichter der „Augusteischen Zeit“
- Quintus Hortensius, römischer Politiker zu Beginn des 3. Jahrhunderts v. Chr.
- Quintus Hortensius Hortalus (114–50 v. Chr.), römischer Senator, Konsul und Redner

### I
- Quintus Iunius Blaesus, römischer Politiker und Senator in der ersten Hälfte des 1. Jahrhunderts n. Chr.
- Quintus Iunius Blaesus, römischer Politiker und Senator
- Quintus Iunius Rusticus, römischer Politiker und Senator des 2. Jahrhunderts n. Chr.

### L
- Quintus Labienus, römischer Feldherr im 1. Jahrhundert v. Chr.
- Quintus Ligarius († um 42 v. Chr.), Politiker und Militär der ausgehenden römischen Republik
- Quintus Lollius Urbicus, römischer Politiker und Heerführer des 2. Jahrhunderts n. Chr.
- Quintus Lucius Quietus, römischer Feldherr unter Trajan
- Quintus Lucretius Ofella († 81 v. Chr.), römischer Offizier unter Sulla
- Quintus Lucretius Vespillo (Jurist), römischer Jurist und Vater des:
- Quintus Lucretius Vespillo, römischer Politiker und Militär im 1. Jahrhundert v. Chr.
- Quintus Lutatius Catulus († 87 v. Chr.), römischer Politiker der späten Republik
- Quintus Lutatius Catulus († zwischen 62 und v. Chr.), römischer Politiker der späten Republik

### M
- Quintus Maecius Laetus, römischer Politiker, Senator und Prätorianerpräfekt
- Quintus Marcius Barea Soranus, Suffektkonsul 34 und Vater des gleichnamigen Suffektkonsuls 52
- Quintus Marcius Barea Soranus, römischer Senator in der Zeit des Nero und Suffektkonsul 52
- Quintus Marcius Rex, römischer Politiker der späten Republik
- Quintus Marcius Tremulus, römischer Politiker an der Wende vom 4. zum 3. Jahrhundert v. Chr.
- Quintus Marcius Turbo, römischer Politiker, Militär und Prätorianerpräfekt zur Zeit der Kaiser Trajan und Hadrian
- Quintus Minucius Esquilinus (um 495–nach 457 v. Chr.), römischer Politiker
- Quintus Mucius Scaevola (um 170–87 v. Chr.), römischer Politiker und Jurist
- Quintus Mucius Scaevola (um 140–82 v. Chr.), römischer Politiker und Jurist

### N
- Quintus Naevius Sutorius Macro (21 v. Chr.–38), römischer Eques (Ritter)

### O
- Quintus Ogulnius Gallus (um 330–250 v. Chr.), Politiker zur Zeit der römischen Republik
- Quintus Ostorius Scapula, römischer Prätorianerpräfekt um die Zeitenwende

### P
- Quintus Pedius († 43 v. Chr.), römischer Senator der späten Republik
- Quintus Peducaeus Priscinus, römischer Politiker und Senator des 1. Jahrhunderts n. Chr.
- Quintus Petilius Cerialis (* um 30), römischer Senator und Feldherr
- Quintus Petilius Secundus (* um 40), römischer Legionär
- Quintus Pompeius Falco († nach 140), Politiker und Feldherr der römischen Kaiserzeit
- Quintus Pompeius Rufus († 88 v. Chr.), Politiker der späten römischen Republik
- Quintus Pompeius Rufus († 88 v. Chr.), Schwiegervater Caesars
- Quintus Pompeius Rufus, Politiker und Prätor in der späten römischen Republik
- Quintus Pompeius Rufus, Politiker und Volkstribun in der späten römischen Republik
- Quintus Pompeius Senecio Sosius Priscus, römischer Politiker und Senator des 2. Jahrhunderts
- Quintus Pompeius Sosius Falco, römischer Politiker und Senator Ende des 2. Jahrhunderts
- Quintus Pompeius Sosius Priscus, römischer Politiker, Senator und Militär des 2. Jahrhunderts
- Quintus Pomponius Secundus, römischer Politiker und Senator des 1. Jahrhunderts
- Quintus Poppaedius Silo († 88 v. Chr.), Angehöriger des italischen Volks der Marser und Feldherr der Italiker im Bundesgenossenkrieg gegen Rom

### Q
- Quintus (Architekt), römischer Architekt

### R
- Quintus Roscius Gallus (126–62 v. Chr.), römischer Schauspieler

### S
- Quintus Salvidienus Rufus Salvius († 40 v. Chr.), römischer Politiker und Feldherr der Triumviratszeit
- Quintus Sanquinius Maximus, römischer Politiker und Senator des 1. Jahrhunderts n. Chr.
- Quintus Septimius Florens Tertullianus (um 150–um 230), früher christlicher Schriftsteller
- Quintus Sertorius (123–72 v. Chr.), römischer Politiker und Feldherr
- Quintus Servaeus, römischer Politiker im frühen 1. Jahrhundert
- Quintus Servilius Caepio (* um 181–112 v. Chr.), römischer General und Politiker
- Quintus Servilius Caepio, Politiker der späten römischen Republik (Konsul 106 v. Chr.)
- Quintus Servilius Caepio († 90 v. Chr.), Politiker der späten römischen Republik
- Quintus Servilius Caepio (um 97–67 v. Chr.), römischer Politiker der späten Republik
- Quintus Servilius Pudens (Konsul 166), römischer Konsul 166
- Quintus Servilius Pudens (Statthalter), römischer Statthalter, Sohn des Konsuls von 166
- Quintus Sextius, römischer Philosoph zur Zeit Caesars und des Augustus
- Quintus Smyrnaeus, antiker griechischer Schriftsteller im 4. Jahrhundert
- Quintus Sosius Senecio († um 110 n. Chr.), Politiker und Feldherr der römischen Kaiserzeit
- Quintus Sulpicius Camerinus Cornutus, römischer Konsul des Jahres 490 v. Chr.
- Quintus Sulpicius Camerinus Cornutus, römischer Militärtribun im Jahr 402 v. Chr.
- Quintus Sulpicius Maximus († 94 n. Chr.), jugendlicher Dichter, Teilnehmer des dritten agon Capitolinus im Jahr 94 n. Chr.

### T
- Quintus Tineius Sacerdos (Konsul 158), römischer Politiker und Senator
- Quintus Tineius Sacerdos (Konsul 219), römischer Politiker und Senator, Konsul 192 und 219
- Quintus Tullius Cicero (102–43 v. Chr.), römischer Politiker

## Andere Namensformen
Siehe Quentin (Name)

## Quintus als Familienname
- Quintus Icilius (1724–1775), preußischer Offizier und Militärschriftsteller, siehe Karl Theophil Guichard
- Gustav von Quintus-Icilius (1824–1885), deutscher Physiker
- Heinrich von Quintus-Icilius (eigentlich Heinrich Guichard; 1798–1861), deutscher Verwaltungsjurist und Politiker
- Lucius Mummius Niger Quintus Valerius Vegetus, Suffektkonsul 112
- Mircea Ionescu-Quintus (1917–2017), rumänischer Politiker, Schriftsteller und Jurist
- Walter Quintus (1949–2017), deutscher Musiker, Komponist, Tonmeister und Musikproduzent